# La morte ha fatto l'uovo
La morte ha fatto l'uovo è un film del 1968 diretto da Giulio Questi.

## Trama
Anna e Marco sono una coppia in crisi. Anna è una ricca imprenditrice di pollame di qualche anno più vecchia del marito mentre Marco è un dirigente d'azienda dal fare intellettuale ma difatti dipendente economicamente dalla moglie.
In pochi sanno che l'uomo è dedito ad uccidere sadicamente prostitute, adescate casualmente e finite a colpi di coltello in alcuni motel del litorale romano.
L'arrivo di Gabri, cugina di Anna, sconvolge l'esistenza della già fragile coppia. Marco e Gabri allacciano una relazione e progettano di fuggire insieme. Marco non sa però che Gabri è complice del sig. Mondaini, consulente pubblicitario e collega di Marco. Mondaini infatti aveva scoperto le sadiche manie di Marco e, d'accordo con Gabri, decide di eliminare Anna col conseguente scopo di far ricadere la colpa su Marco. Il marito infatti sarà il primo indiziato, dopo che le sue manie verranno portate alla luce da una denuncia anonima.
Gabri e il sig. Mondaini non sanno però che Marco in realtà non ha mai ucciso nessuno: con le prostitute era solito inscenare una specie di sipario, al termine del quale pagava profumatamente la prostituta che si prestava a simulare il suo omicidio. Scoperta la verità, la polizia incentra i suoi sospetti su Gabri, unica interessata alla morte di Anna per ragioni ereditarie. La verità viene presto a galla e Gabri e Mondaini arrestati. Marco, nel frattempo, scivola da una impalcatura e cade nel tritacarne adibito alla produzione del mangime per i polli. Dopo l'arresto di Gabri e di Mondaini i polli si cibano del corpo del povero Marco.

## Distribuzione
Il film venne inizialmente realizzato con una durata di 110 minuti; in un secondo momento la ristampa fu accorciata di venti minuti, portando il film agli attuali 90 dell'edizione oggi in commercio ed eliminando del tutto, tra l'altro, un personaggio surreale interpretato dall'attore Renato Romano.